# Rabat (handel)
Rabat (wł. rabatto – potrącić) – procentowe obniżenie przez sprzedającego ustalonej ceny określonego towaru lub usługi.
Udzielany jest najczęściej nabywcom płacącym gotówką, kupującym duże ilości towaru jednorazowo lub w określonym czasie.
Można wyróżnić następujące rodzaje rabatów:
- rabaty ilościowe – będące obniżką cen w zamian za zakup dużych ilości produktu;
- rabaty sezonowe – stosowane w ściśle określonym czasie;
- rabaty handlowe – udzielone pośrednikowi w zamian za przejęcie przez niego dodatkowych funkcji, np. reklamy;
- rabaty gotówkowe – mające na celu zachęcenie do szybkiego realizowania płatności, stosowane zwłaszcza przy sprzedaży kredytowej[2].